# HK Liepāja
HK Liepāja – łotewski klub hokeja na lodzie z siedzibą w Lipawie. Kontynuator tradycji Liepājas Metalurgs.

## Sukcesy
- Złoty medal mistrzostw Łotwy: 2016
- Brązowy medal mistrzostw Łotwy: 2015, 2021